# Hemimaretia elevata
Hemimaretia elevata is een zee-egel uit de familie Maretiidae.
De wetenschappelijke naam van de soort werd in 1906 gepubliceerd door Ludwig Döderlein.